# Reiki
 Der er for få eller ingen kildehenvisninger i denne artikel, hvilket er et problem. Du kan hjælpe ved at angive troværdige kilder til de påstande, som fremføres i artiklen.

Reiki (fra japansk: 霊気, ofte bruges den ældre skrivemåde 靈氣 (traditionelt kinesisk) og 灵气 (simplificeret kinesisk), rei, som betyder ånd, og ki, som betyder energi, er en form for healing.
Ideen er at en healer kan kanalisere universel energi ned gennem sin krop og ud gennem hænderne. Da energien er universel, kommer healeren ikke til at dræne sig selv for energi. Der kan derfor heller ikke blive overført negativ energi fra healeren til patienten eller omvendt.
Reiki påstår at være en holistisk energi der virker på alle energiniveauer: det fysiske, det følelsesmæssige, det mentale og det spirituelle, og at kunne være med til at helbrede alle ubalancer lige fra forkølelse til ondt i sjælen. Der er ikke videnskabelig evidens for Reiki.

## Former for reikihealing
Der er grundlæggende to former for reikihealing: håndspålæggelse og fjernhealing.
Den mest anvendte form er håndspålæggelse hvor patienten er til stede i samme rum som healeren. Patienten vil normalt ligge på en briks med tøjet på, et tæppe over sig og med lukkede øjne. Healeren vil så nænsomt placere sine hænder forskellige steder på kroppen oven på tæppet. De enkelte positioner holdes så længe healeren vurderer at der overføres energi. Denne energioverførsel kan af begge ofte mærkes som en prikken eller en pludselig varme eller kulde. En session tager normalt 30-90 minutter, og der tales normalt ikke under behandlingen.
Man kan også blive fjernhealet, dvs. uden at møde op hos en healer. Fordi reikienergien menes at være universel, hævdes den af nogle reikihealere også at være uafhængig af vore jordiske dimensioner. Disse healere mener således at healing kan udføres fra og til hvilket som helst sted i verden. Nogle healere mener endog at der er muligt at heale frem og tilbage i tiden.

## Virkninger og bivirkninger
I reiki ses en behandling som en kraftig energitilførsel til patienten på alle energiplaner (fysisk, emotionelt, mentalt, spirituelt). Eventuelle ubalancer (dvs. fysiske sygdomme, undertrykte følelser mv.) på disse planer vil blive bearbejdet af den tilførte energi, og mange ubalancer vil helt forsvinde efter én eller få behandlinger. Da det er patientens eget energilegeme der bestemmer hvor meget energi han har brug for, vil ændringer komme i et tempo som han også er parat til.

## Reikihealere
Alle har i følge reiki evnen til at blive healer. For at kunne blive kanal for den kraftige energi skal man have renset og åbnet sine energikanaler. Dette sker i en række af indvielser hvor reikimestre (folk med meget åbne kanaler) gør eleverne til energikanaler. Denne evne mistes aldrig, men bliver kun bedre hvis eleven arbejder med sin energi og spiritualitet.

## Beskyldninger om overtro
Reikihealing er som de fleste andre former for "alternativ behandling" omgærdet af en del diskussion om hvorvidt der overhovedet er en effekt. Tilhængerne påstår at der klart er en effekt af healingen. Modstanderne påstår at der ikke er en effekt, og at det er en tro eller overtro. Der er lavet stribevis af videnskabelige forsøg, og der er indtil videre ikke fundet videnskabeligt accepteret evidens for Reikihealing.
Der bliver dog forsket en del i emnet, både i udlandet (fx US National Library of Medicine , Dr. Anastassia Bogomolova , The Rose Carr Reiki Centre , The International Center for Reiki Training , Reiki Research Foundation , University of Saskatchewan i Canada ), og i Danmark (fx hos Kræftens Bekæmpelse).

## Eksterne links
- Kræftpatienters brug af Reikihealing som religiøs copingsstrategi - En religionsvidenskabelig analyse af indsamlede kvalitative interviews, Hanne Bess Boelsbjerg Arkiveret 11. marts 2016 hos  Wayback Machine